# Неопластическая комната
Неопластическая комната — пространство Художественного музея в Лодзи, спроектированное Владиславом Стржеминьским в 1946 году. Первоначально оно состояло из работ Катаржины Кобро, Генри Берлеви, Тео ван Дусбурга.
Неопластическая комната была открыта в 1948 году в новой послевоенной штаб-квартире Музея искусств в Лодзи на улице Веньцковского (дворец промышленника Мориса Познанского. Комната воплощала тезисы Стржеминского и авангардной группы «a. r.».
В таком виде Неопластическая комната просуществовала только до 1950 года. Далее её перекрасили, а все произведения, которые не соответствовали соцреалистическим взглядам на искусство переместили в хранилища.
В 1960 году Болеслав Уткин, студент Стшеминьского, реконстуировал зал на основе сохранившихся фотографий. В Неопластическую комнату вернулись скульптуры Катаржины Кобро, картины Генрика Станьевского, работы Тео ван Дусбурга и мебель дизайна Владислава Стржеминского. Болеслав Уткин также разработал так называемую Малую неопластическую комнату, где поместил картины Стржеминьского.
В 2010 году Неопластическая комната стала доступной для посещения как часть проекта «Неопластическая комната. Открытая Композиция». В Неопластической комнате и в соседних залах представлены работы современных художников, которые устанавливают и ведут диалог с авангардным наследием. Благодаря этой формуле Неопластическая комната стала катализатором и ориентиром для деятельности многих современных художников.
В проекте были представлены работы таких художников как Даниэль Бюрен, Магдалена Fernandez, Игорь Кренц, Григорий Sztwiertnia, Ярослав Флитинский, Эльжбета Яблонская, Юлита Войчик, Моника Сосновская, Нейри Баграмян, Twożywo Group, и Лиам Гиллик и Селин Кондорелли.